# Frans II van Saksen-Lauenburg
Frans II van Saksen-Lauenburg (Ratzeburg, 10 augustus 1547 – Lauenburg, 2 juli 1619), was hertog van Saksen-Lauenburg van 1581 tot 1619. Hij was een zoon van hertog Frans I en Sybille van Saksen
Hij regeerde in eerste instantie met zijn broers Magnus II (tot 1588) en Maurits (tot 1612).
Frans II was tweemaal gehuwd. Voor de eerste keer trouwde hij op 26 december 1574 te Wolgast met Margaretha van Pommeren (19 maart 1533 – Ratzeburg, 7 augustus 1581), dochter van hertog Filips I van Pommeren. Uit dit huwelijk kwamen vier kinderen voort:
- Maria (Ratzeburg, 18 februari 1576 – Schwarzenbek, 13 maart 1625)
- August (Ratzeburg, 17 februari 1577 - Lauenburg, 18 januari 1656), hertog van 1619-1656
- Filips (Ratzeburg, 17 augustus 1578 - Lauenburg, 18 april 1605)
- Catharina Ursula (Ratzeburg, 18 april 1580 – 18 april 1611)

Op 10 november 1582 trad hij te Wolfenbüttel voor de tweede keer in het huwelijk met Maria van Brunswijk-Wolfenbüttel (Schladen, 13 januari 1566 - Lauenburg, 13 augustus 1626), dochter van hertog Julius. Zij hadden 14 kinderen, van wie er 12 hun jeugd overleefden:
- Frans Julius (13 september 1584 – Wenen, 8 oktober 1634); ∞ (14 mei 1620) hertogin Agnes van Württemberg (Stuttgart, 7 mei 1592 – aldaar, 25 november 1629), dochter van Julius van Brunswijk-Wolfenbüttel
- Julius Hendrik (Wolfenbüttel, 9 april 1586 – Praag, 20 november 1665), hertog van Saksen-Lauenburg van 1656 tot 1665
- Ernst Lodewijk (7 juni 1587 – Aschau, 15 juli 1620)
- Hedwig Sibylla (15 oktober 1588 – 4 juni 1635)
- Juliana (26 december 1589 – Norburg, 1 december 1630); ∞ (1 augustus 1627) hertog Frederik van Sleeswijk-Holstein-Sonderburg-Norburg (1581 – 1658)
- Joachim Sigismund (31 mei 1593 – 10 april 1629)
- Frans Karel (2 mei 1594 – Neuhaus, 30 november 1660); ∞ I (Barth, 19 september 1628) prinses Agnes van Brandenburg (Berlijn, 27 juli 1584 - Neuhaus, 16 maart 1629); ∞ II (27 augustus 1639) prinses Catharina van Brandenburg (Königsberg, 28 mei 1602 – Schöningen, 9 februari 1649)
- Rudolf Maximiliaan (18 juni 1596 – Lübeck, 1 oktober 1647); ∞ Anna Caterina de Dulcina
- Hedwig Maria (7 augustus 1597 – 29 augustus 1644); ∞ (1636) Annibale Gonzaga (1602 – 2 augustus 1668), prins van Bozzolo
- Frans Albert (31 oktober 1598 – Schweidnitz, 10 juni 1642); ∞ (Güstrow, 21 februari 1640) hertogin Christina Margaretha van Mecklenburg-Güstrow (Güstrow, 31 maart 1615 – Wolfenbüttel, 6 augustus 1666), dochter van Johan Albrecht II van Mecklenburg-Schwerin
- Sofia Hedwig (Lauenburg, 24 mei 1601 – Glücksburg, 21 februari 1660); ∞ (Neuhaus 23 mei 1624) hertog Filips van Sleeswijk-Holstein-Sonderburg-Glücksburg (1584 – 1663)
- Frans Hendrik (9 april 1604 – 26 november 1658); ∞ (Treptow, 13 december 1637) gravin Maria Juliana van Nassau-Siegen (Slot Siegen, 14 augustus 1612 – Neuhaus an der Elbe, 21 januari 1665), dochter van Johan VII van Nassau-Siegen